# Kvalitet
 For alternative betydninger, se Kvalitet (flertydig). (Se også artikler, som begynder med Kvalitet)
Kvalitet er et udtryk for hvor godt noget er, bruges især om produkter/varer.